# Frank Henry Cooney

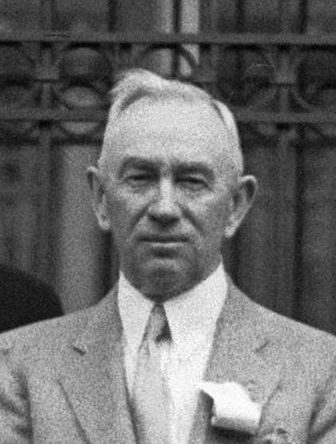
Frank Henry Cooney (1933)

Frank Henry Cooney (* 31. Dezember 1872 in Ontario, Kanada; † 15. Dezember 1935 in Great Falls, Montana) war ein US-amerikanischer Politiker und von 1933 bis 1935 der neunte Gouverneur des Bundesstaates Montana.

## Frühe Jahre
Frank Cooney besuchte die katholischen Konfessionsschulen in seiner kanadischen Heimat. Nach der Schulzeit arbeitete er als Hilfsarbeiter in Ontario. Nach seiner Übersiedlung nach Montana baute er in Butte eine Maklerfirma auf. Dann erweiterte er seine Geschäfte auf die Viehzucht und andere landwirtschaftliche Bereiche.

## Politischer Aufstieg und Gouverneur von Montana
In Montana wurde Cooney auch politisch aktiv. Als Mitglied der Demokratischen Partei wurde er 1932 zum Vizegouverneur gewählt. Als Gouverneur John Edward Erickson am 13. März 1933 zurücktrat, um ein Mandat im US-Senat anzutreten, musste Cooney dessen restliche Amtszeit als Gouverneur beenden. Diese wäre noch bis zum Januar 1937 gelaufen. Da Cooney aber am 15. Dezember 1935 verstarb, musste der Präsident des Staatssenats, Elmer Holt, die restliche Amtszeit zu Ende bringen.
Cooneys erste Amtshandlung war die Bestätigung der Ernennung seines Vorgängers Erickson zum US-Senator – ein Vorgang, der vorher abgesprochen war, aber innerhalb der Demokratischen Partei zu Spannungen führte. In seiner kurzen Amtszeit setzte sich Cooney unter anderem für den Gewässerschutz ein.
Frank Cooney war mit Emma May Poindexter verheiratet, mit der er sieben Kinder hatte. Sein 1954 geborener Enkel Mike bekleidet seit den 1970er Jahren verschiedene politische Ämter in Montana. Im Jahr 2016 wurde er Vizegouverneur dieses Staates.